# Червоноградская швейная фабрика
Червоноградская швейная фабрика "Калина" — предприятие швейной промышленности в городе Червоноград Львовской области Украины.

## История
Швейная фабрика в Червонограде была построена в соответствии с семилетним планом развития народного хозяйства СССР и введена в эксплуатацию 15 февраля 1964 года как филиал львовской фирмы "Весна". Одной из причин создания фабрики являлось разрешение вопроса трудоустройства проживавших в городе жён горняков Львовско-Волынского угольного бассейна, поэтому большинство работников фабрики составляли женщины. В 1970 году фабрика была передана в состав львовской текстильно-галантерейной фирмы "Юность".
В 1991 году фабрика вышла из состава львовского производственного текстильно-галантерейного объединения "Юность" и стала самостоятельным предприятием.
В целом, в советское время швейная фабрика входила в число ведущих предприятий города.
После провозглашения независимости Украины, в декабре 1993 года государственное предприятие было преобразовано в открытое акционерное общество. В июле 1995 года Кабинет министров Украины утвердил решение о приватизации фабрики.
9 апреля 2012 года фабрика была реорганизована в частное акционерное общество.
В первом полугодии 2019 года по объему налоговых отчислений фабрика входила в число пяти крупнейших действующих предприятий и организаций города.

## Деятельность
Предприятие производит мужскую и женскую одежду, основной продукцией являются изделия из лёгких тканей, женское нижнее бельё, купальники и корсеты.
Структурным подразделением фабрики является фирменный магазин "Грацiя", который также находится в городе Червоноград.